# Свято-Дионисиевский православный богословский институт
Французский православный институт святого Дионисия (фр. Institut orthodoxe français de Paris Saint-Denys, также известен как Богословский Институт святого Дионисия или Свято-Дионисиевский богословский институт) — богословский институт в Париже. Действует под эгидой неканонической Кафолической православной церкви Франции.

## История
В декабре 1943 году иерей Евграф Ковалевский, на тот момент находившийся в клире Западноевропейского Экзархата Московского Патриархата, при часовне Иринея Лионского в Париже на острове Сен-Луи, основал литургический центр святого Иринея, в задачу которого входило воссоздание галликанского обряда на основе исследований литургических рукописей VI—VIII веков.
15 ноября 1944 года Братством святого Фотия при поддержке французских интеллектуальных кругов был открыт Французский православный институт святого Дионисия в Париже, 1-м ректором которого был избран иерей Евграф Ковалевский. Другим активным деятелем нового учебного заведения с момента его основания до выхода из Русской православной церкви был Владимир Лосский, преподававший догматическое богословие и церковную историю. Парижская академия признала новое учебное заведение 9 марта 1945 года.
Одной из главных задач новоиспечённого учебного заведение было богословское образование на французском языке, так как преподавание в Свято-Сергиевском православном богословском институте, с оглядкой на который создавалась новая богословская школа, велось в то время только на русском языке.
После перехода митрополита Евлогия (Георгиевского) в юрисдикцию Московского Патриархата обсуждалась идея объединения нового учебного заведения с Свято-Сергиевским институтом, митрополит Евлогий благословил эту инициативу, но критическое отношение к Московскому Патриархату похоронило эту инициативу. В течение 1945—1946 учебного года, два молодых профессора Свято-Сергиевского института, Александр Шмеман и Константин Андроников, преподавали в «Литургическом центре святого Иринея Лионского», но политический климат русской церкви в Париже в то время понудил их уйти в следующем году.
Архиепископ Фотий (Топиро), посетивший Францию в 1946 году, в своём докладе охарактеризовал институт так: «Институт Св. Дионисия, ректором которого является протоиерей Евграф Ковалевский, пока не имеет под собой ни финансовой, ни научной основы. Число слушателей Института совершенно ничтожно, и Институт больше числится, чем существует».
Постепенно отношения Евграфа Ковалевского со священноначалием Русской православной церкви обострялись. Причиной тому стали множество ошибок, прежде всего легкомысленное отношение к церковной дисциплине — причастие инославных, неканонические венчания, вторичное рукоположение, использование эзотерических практик.
В 1953 году протоиерей Евграф Ковалевский вместе со значительной частью верующих общин западного обряда и возглавляемый им богословским институтом вышел из-под омофора Московской Патриархии и создал «Французскую Кафолическую Православную Церковь» («Eglise catholique orthodoxe de France (ECOF)»).
До 1956 года протоиерей Евграф Ковалевский находился в юрисдикции Русского Западно-Европейского экзархата Константинопольского Патриархата, а затем в течение нескольких лет общины, подчинявшиеся протоиерею Евграфу оставались независимыми.
В 1960 году Евграф Ковалевский вместе западнообрядными приходами и институтом вошли в состав Русской Православной Церкви Заграницей. Присоединение к РПЦЗ осуществлял епископ Брюссельский и Западноевропейский Иоанн (Максимович), который с большим пиететом относился к древней галликанской литургической традиции и усматривал в её возрождении не только возврат к богослужебному многообразию древней нераздёленной Церкви, но и видел огромный потенциал для православной миссии в западном мире.
В 1966 году вслед за Иоанном-Нектарием (Ковалевским) Свято-Дионисиевский институт порывает все связи с РПЦЗ.
13 декабря 2014 года праздновалось 70-летие Свято-Дионисиевского института